# Karstweißling

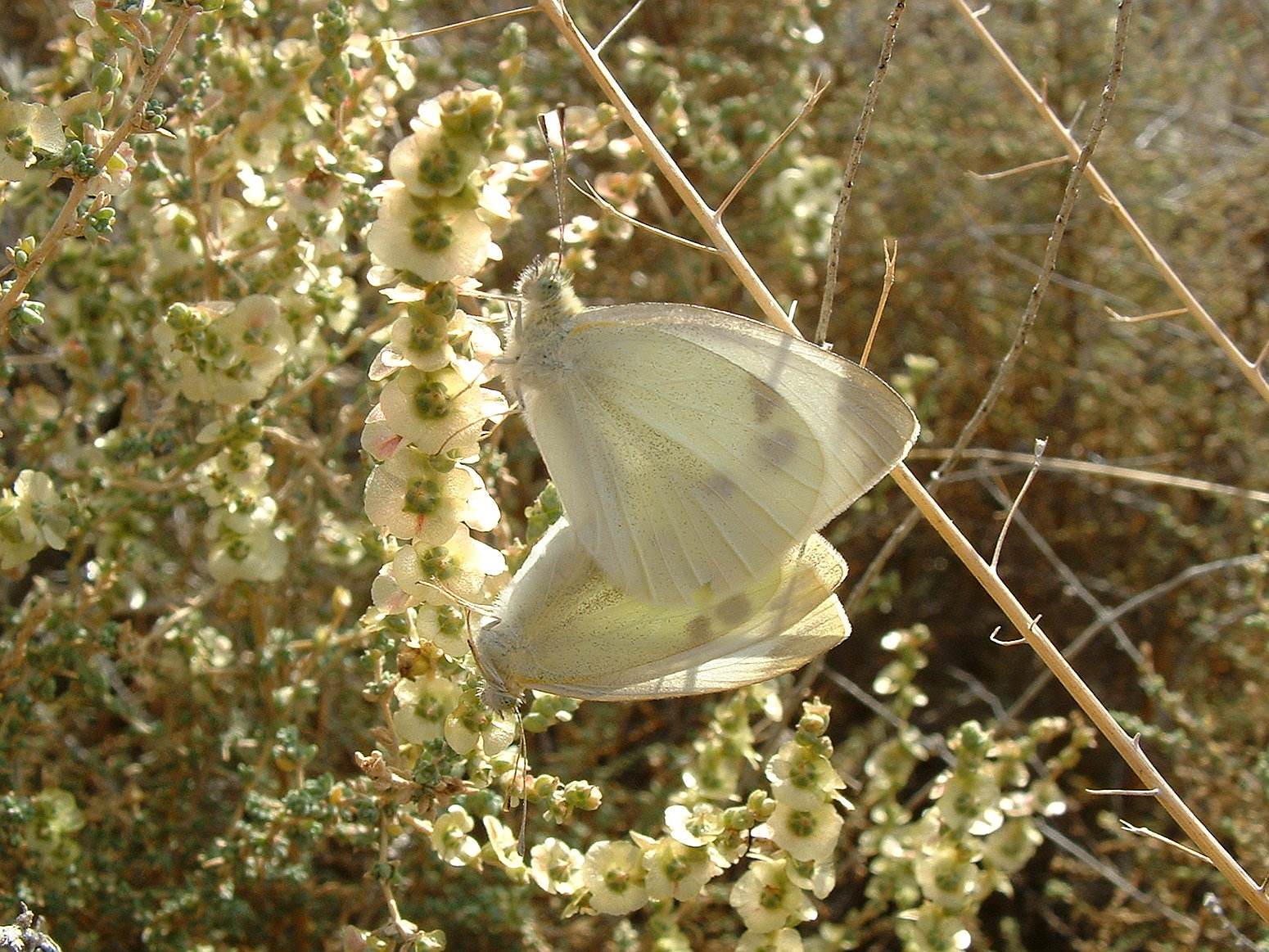
Paarung

Der Karstweißling (Pieris mannii) ist ein Schmetterling (Tagfalter) aus der Familie der Weißlinge (Pieridae).

## Merkmale
Die Falter haben eine Flügelspannweite von 40 bis 46 Millimeter. Bei der zweiten Generation reicht der schwarze Apikalfleck auf der Oberseite der Vorderflügel am Außenrand bis zur Flügelader M3 oder Cu1. Auf der Oberseite der Hinterflügel ist der Costalfleck halbmondförmig und nach außen konkav. Die Hinterflügelunterseiten sind gleichmäßig dunkel beschuppt. Die Art kann leicht mit dem Kleinen Kohlweißling (Pieris rapae) verwechselt werden. Dieser hat ebenso dunkel gezeichnete Hinterflügelunterseiten, vor allem bei der Frühjahrsgeneration. Unterscheiden kann man die beiden Arten anhand des Apikal- und Diskalflecks. Der Diskalfleck ist beim Karstweißling rechteckig und wuchtig, beim Kleinen Kohlweißling rund und klein ausgebildet. Die gedachte Verbindungslinie zwischen ihm und der Grenze des Apikalflecks am Flügelaußenrand verläuft bei der ähnlichen Art schräg, beim Karstweißling horizontal. Der Apikalfleck ist beim Karstweißling kräftig und ausgedehnt, und anders als bei der ähnlichen Art etwas stufenförmig und erreicht außerdem die Flügelader M3. Die Flügelspitze ist beim Karstweißling gerundeter als bei der ähnlichen Art, außerdem befindet sich bei den Weibchen ein kleiner Fleck (Posteromaculata-Fleck) auf der Oberseite der Hinterflügel, der beim Kleinen Kohlweißling nur sehr selten auftritt.
Die Nominatunterart sowie P. mannii alpigena sind anhand dieser Merkmale insbesondere bei der zweiten Generation vom Kleinen Kohlweißling zu unterscheiden, die Unterarten P. mannii rossii und P. mannii todaroana und vor allem P. mannii andegava sind auf Grund der schwachen Ausprägung der oben beschriebenen Merkmale nur schwer abzugrenzen. Ebenso verhält es sich mit P. mannii hethaea. P. mannii roberti und P. mannii haroldi sind gut zu unterscheiden, P. mannii reskovitsi ist der Nominatunterart ähnlich.
Sicher kann der Karstweißling im Raupenstadium bestimmt werden, da die Raupen im ersten und zweiten Stadium eine schwarze Kopfkapsel aufweisen.

## Ähnliche Arten
- Großer Kohlweißling, Pieris brassicae (Linnaeus, 1758)
- Kleiner Kohlweißling, Pieris rapae (Linnaeus, 1758)
- Bergweißling, Pieris bryoniae (Hübner, 1805)
- Pieris ergane (Geyer, [1828])
- Krüpers Weißling, Pieris krueperi Staudinger, 1860
- Rapsweißling, Pieris napi (Linnaeus, 1758)

## Vorkommen
Die Art ist im Mittelmeergebiet weit verbreitet. Man findet sie vom Osten Spaniens, über Südostfrankreich und das Rhonetal bis ins Wallis. In Italien tritt er überall, außer in der Poebene und auf Sardinien auf. Die Verbreitungsgrenze verläuft weiter über den niederösterreichischen Alpenrand und das Bükk in Ungarn, östlich bis in den Transkaukasus und den Nordirak. Die Art ist weiterhin im Westen und Süden der Balkanhalbinsel von Slowenien bis zum Bosporus und den Peloponnes und in der Türkei verbreitet. Das Vorkommen im Mittleren Atlas in Marokko ist vermutlich erloschen. 
Die Art ist im Begriff, ihr Verbreitungsgebiet zu erweitern. Sie hat sich vermutlich in Südostfrankreich ausgebreitet und tritt seit 2008 zahlreich nördlich der Alpen auf. Die Art ist mittlerweile in der ganzen Schweiz, mit Ausnahme Mittelbündens und der Bündner Südtäler, sowie in Süddeutschland und Vorarlberg verbreitet. Zu Beginn der 2020er Jahre war Mitteleuropa bis zur Nord- und Ostsee besiedelt. Schmetterlingsforscher vermuten, dass diese Ausbreitung eine Folge der Urbanisierung ist, als deren Folge es immer mehr Gärten gibt, die dem Karstweißling die Fortpflanzung ermöglichen: Seine Raupen bevorzugen die Immergrüne Schleifenblume und den Rucola, beides beliebte Gartenpflanzen.
Der Karstweißling tritt in trockenen, temperaturbegünstigten, felsigen Gebieten auf. Man findet ihn zum Beispiel auf Karstflächen, felsigen Ziegenweiden und ausgedehntem steilem felsigem Terrain, auch in Wäldern. Man findet die Art vom Flachland bis in mittlere Gebirgslagen. Sie steigt in den nördlichen Alpen bis 1000 Meter, in den Südalpen bis 1600 Meter und in Südeuropa und der Türkei bis 2000 Meter Seehöhe. Im Mittelmeerraum besiedelt der Karstweißling in tiefen Lagen auch Olivenhaine und Weinberge mit felsigem Boden sowie die Ränder von verwilderten Fahr- und Fußwegen, die durch Buschbestände führen.

## Lebensweise
Die Tiere sind häufig zwischen Bäumen und Sträuchern zu finden. Die Puppen der letzten Generation überwintern.

### Flug- und Raupenzeiten
Der Karstweißling fliegt je nach Höhenlage in zwei bis zumindest fünf Generationen pro Jahr. Im Flachland Südeuropas fliegt er von Ende Februar bis Anfang November, in den hohen Lagen im Gebirge von Mai bis August. In Marokko tritt nur eine Generation von Juli bis August auf.

### Nahrung der Raupen
Als Nahrungspflanzen der Art ist in großen Teilen Italiens und im Oberwallis das Blasenschötchen (Alyssoides utriculata)  nachgewiesen. Anfangs werden die Fruchtkapseln, später wie auch bei den anderen Nahrungspflanzen die Blätter gefressen. Aus Südkalabrien ist die Art an Strand-Silberkraut (Lobularia maritima), in Südfrankreich und in den östlichen Pyrenäen an Grasblättriger Kresse (Lepidium graminifolium), Iberis linifolia, Felsen-Schleifenblume (Iberis saxatilis) und Immergrüner Schleifenblume (Iberis sempervirens) nachgewiesen. In Nordostitalien und am nordwestlichen Balkan fressen die Raupen an Schmalblättrigem Doppelsamen (Diplotaxis tenuifolia). Im Norden des Verbreitungsgebietes findet man die Raupen in Steingärten an Schleifenblumen (Iberis), was sie in Westfrankreich frisst, wo sie in stark landwirtschaftlich genutztem Gebiet auftritt, ist derzeit unbekannt.

### Erstbeschreibung
Die Erstbeschreibung erfolgte 1851 durch Joseph Mayer, K. K. Ministerial-Revident in Wien, in der vom Entomologischen Verein zu Stettin herausgegebenen Entomologischen Zeitung. Joseph Mayer benannte die neue Art zu Ehren des Wiener Entomologen und Hofmalers Josef Johann Mann (1804–1889), der den Schmetterling 1850 in der Umgebung von Split gefangen hatte.

## Belege